# Přilba vz. 53

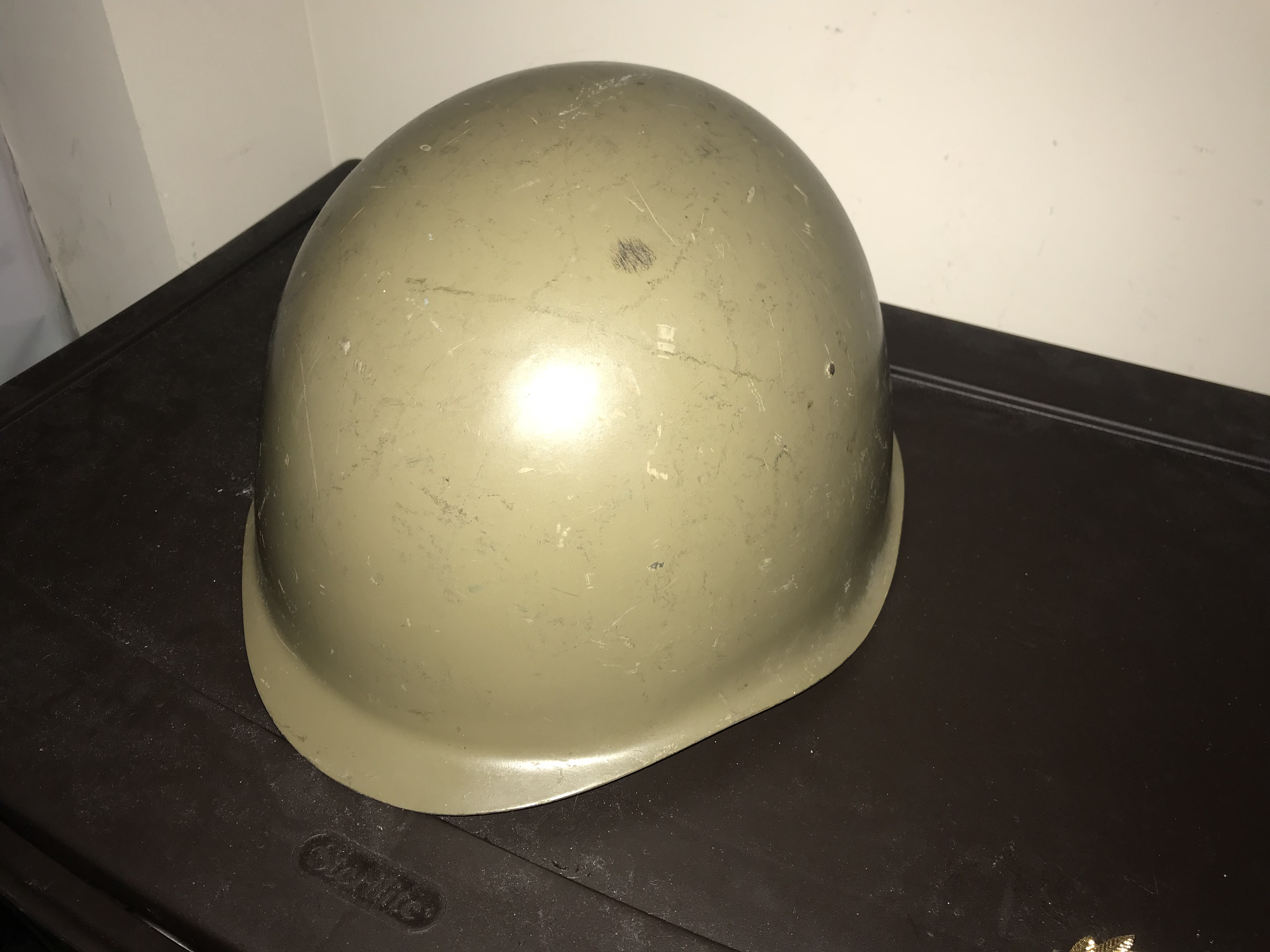
Tschechischer Vz. 53/80

Der Přilba vz. 53 (Přilba: Helm; vz.: vzor, tschechisch für Helm Muster 53) war der Standardhelm der Tschechoslowakischen Armee ab dem Jahr 1954. Der Helm wurde in diverse Länder exportiert und ist noch heute unter anderem bei den slowakischen Streitkräften in Gebrauch.

## Geschichte und Hintergrund
Nach dem Ende des Zweiten Weltkrieges verfügte man über diverse unterschiedliche Helmkonstruktionen. So befanden sich in den Beständen der Armee viele deutsche und sowjetische Helme, sowie Vorkriegskonstruktionen wie der Helma vz. 20 und Přilba vz. 32. Der vz. 53 wurde unter der Maßgabe entwickelt, dass er klar als Helm des Warschauer Paktes erkennbar ist. So ähnelt der Helm in seinem Erscheinungsbild stark dem sowjetischen Helm SSh-40. Das Innenfutter hingegen ist fast baugleich mit dem Helminnenfutter der Wehrmacht-Helme.
Der vz. 53 wurde in diverse Länder exportiert:

### In Verwendung
- Afghanische Militärpolizei.[1]
- Kubanische Armee[2]
- Ägypten[3]
- Slowakei[4]

### Frühere Verwendung
- Albanien
- Tschechoslowakei
- Irak
- Nordvietnam